# HD 132955
HD 132955，又名CD-3210560，SAO 206239、HR 5595，是一颗恒星，视星等为5.44，位于銀經332.6，銀緯22.54，其B1900.0坐标为赤經14h 56m 51.9s，赤緯-32° 22.54′ 56″。